# Crisis alimentaria mundial (2022-presente)

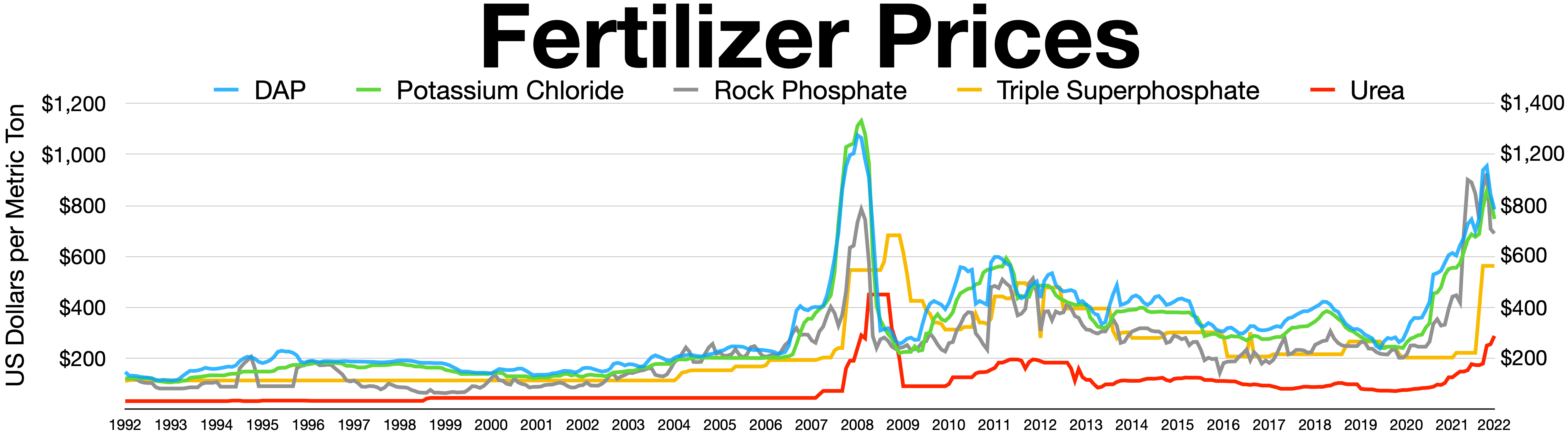
Precios de fertilizantes
Fosfato diamónico (DAP)
Cloruro de potasio
Fosforita
Superfosfato
Urea

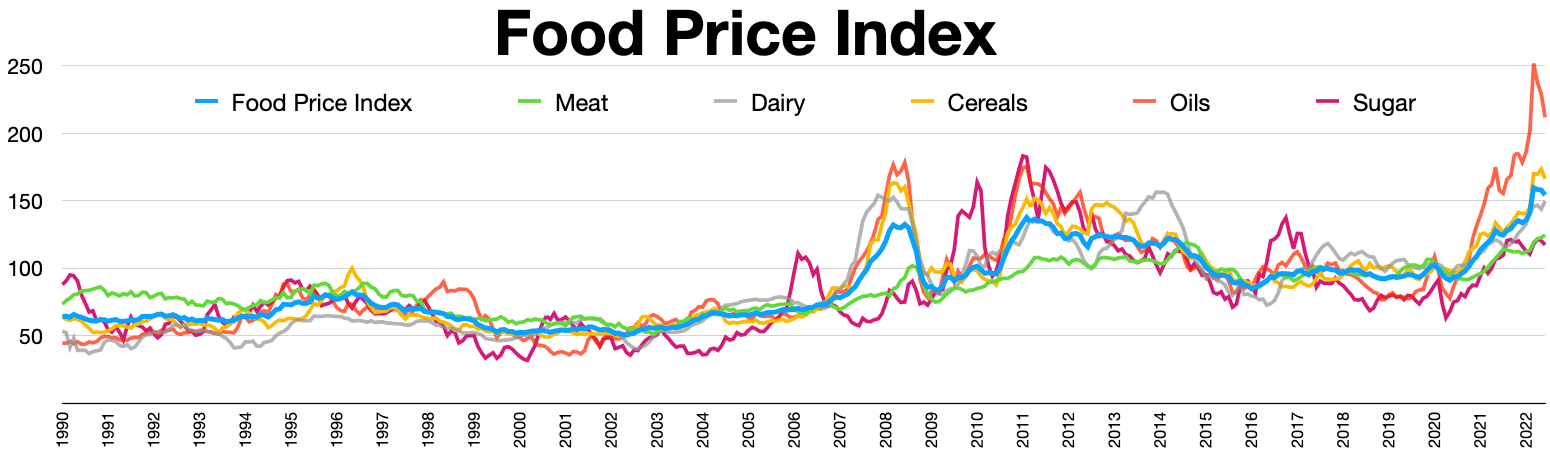
Índice de precios de los alimentos
Aceites
Cereales
Lácteos
Carne
Azúcar

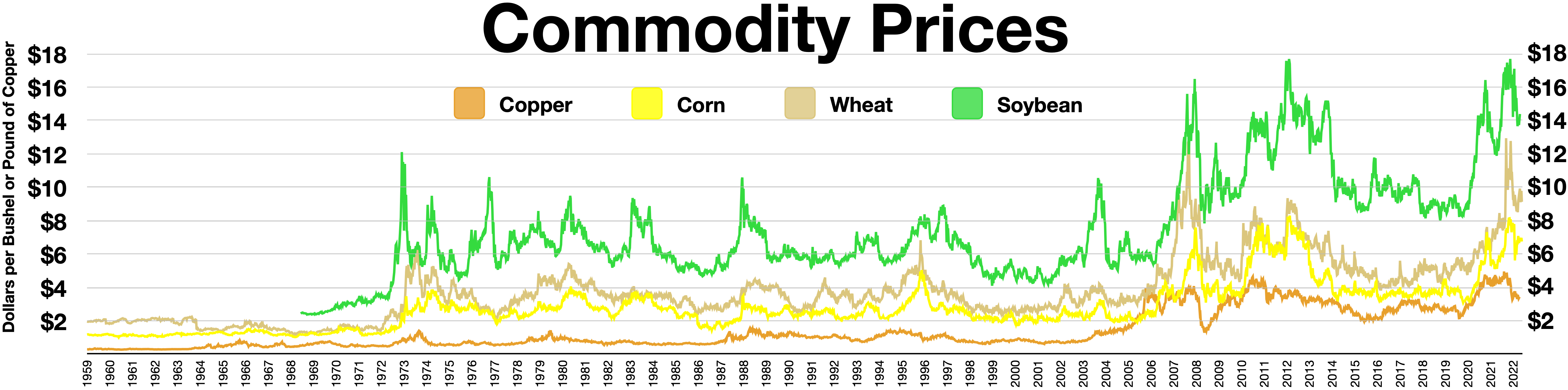
Precios de las materias primas
Soja
Trigo
Maíz
Cobre

La crisis alimentaria mundial iniciada en 2022 es el producto de un rápido aumento en los precios de los alimentos y en la escasez de suministros de alimentos en todo el mundo. Diferentes causas geopolíticas, económicas y naturales se combinaron para agravar los impactos y consecuencias de la crisis. Los impactos del cambio climático (olas de calor, inundaciones y sequías) en diferentes partes del mundo se sumaron a la crisis económica y de seguridad alimentaria provocada por la pandemia de COVID-19 y a la invasión rusa de Ucrania.
Tras la invasión rusa de Ucrania en 2022, la Organización de las Naciones Unidas para la Alimentación y la Agricultura (FAO), así como otros observadores de los mercados de productos básicos alimentarios, advirtieron sobre un colapso en el suministro de alimentos y aumentos de precios. Gran parte de la preocupación está relacionada con la escasez de suministro de cultivos de productos básicos clave, como el trigo, el maíz y las semillas oleaginosas, que podría provocar aumentos de precios. La invasión también provocó aumentos en los precios del combustible y los fertilizantes, lo que provocó más escasez de alimentos y aumentos de precios.
Incluso antes de la guerra en Ucrania, los precios de los alimentos ya estaban en niveles récord: en febrero de 2022, los precios de los alimentos aumentaron un 20% año tras año según la FAO. La guerra aumentó aún más los precios año tras año otro 40% en marzo. Se espera que los problemas agravantes, incluido el COVID-19, la invasión rusa de Ucrania y las malas cosechas relacionadas con el clima, reviertan las tendencias mundiales en la reducción del hambre y la desnutrición.
Algunas regiones, como África Oriental y Madagascar, ya estaban experimentando sequías y hambrunas debido a fallas en el sistema agrícola y cambios climáticos, y se espera que los aumentos de precios empeoren la situación. Incluso los países del Norte Global que generalmente tienen suministros de alimentos seguros, como el Reino Unido y los Estados Unidos, están comenzando a experimentar los impactos directos de la inflación de costos debido a la inseguridad alimentaria. Algunos analistas describieron los aumentos de precios como los peores desde la crisis mundial de precios de los alimentos de 2007-2008.
En este contexto, Rusia prometió donar recursos alimentarios a seis países africanos (Burkina Faso, Zimbabue, Mali, Somalia, República Centroafricana y Eritrea) en una cantidad en torno a las 50 000 toneladas de grano.